# Захаровское сельское поселение (Клетский район)
Заха́ровское се́льское поселе́ние — муниципальное образование в составе Клетского района Волгоградской области.
Административный центр — хутор Захаров.

## История
Захаровское сельское поселение образовано 14 февраля 2005 года в соответствии с Законом Волгоградской области № 1003-ОД.

## Население
| 2010  | 2012  | 2013  | 2014  | 2015  | 2016  | 2017  |
| ----- | ----- | ----- | ----- | ----- | ----- | ----- |
| 1662  | ↘1648 | ↘1628 | ↗1633 | ↘1608 | ↗1612 | ↘1584 |
| 2018  | 2019  | 2020  | 2021  |       |       |       |
| ↘1560 | ↘1541 | ↘1526 | ↘1474 |       |       |       |

## Состав сельского поселения
| № | Населённый пункт | Тип населённого пункта        | Население |
| - | ---------------- | ----------------------------- | --------- |
| 1 | Гвардейский      | хутор                         | 193       |
| 2 | Евстратовский    | хутор                         | 407       |
| 3 | Захаров          | хутор, административный центр | 623       |
| 4 | Казачий          | хутор                         | 202       |
| 5 | Малая Осиновка   | хутор                         | 10        |
| 6 | Селиванов        | хутор                         | 227       |